# Барон Карбері

Герб баронів Карбері.

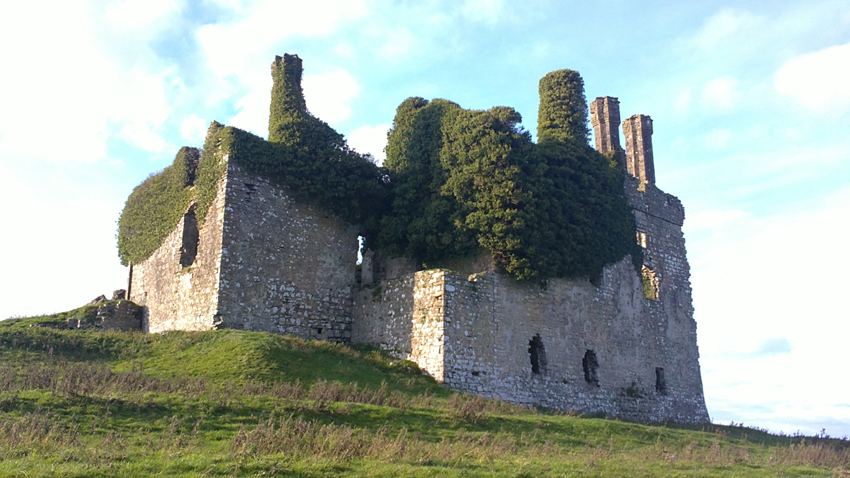
Руїни замку Карбері в графстві Кілдер.

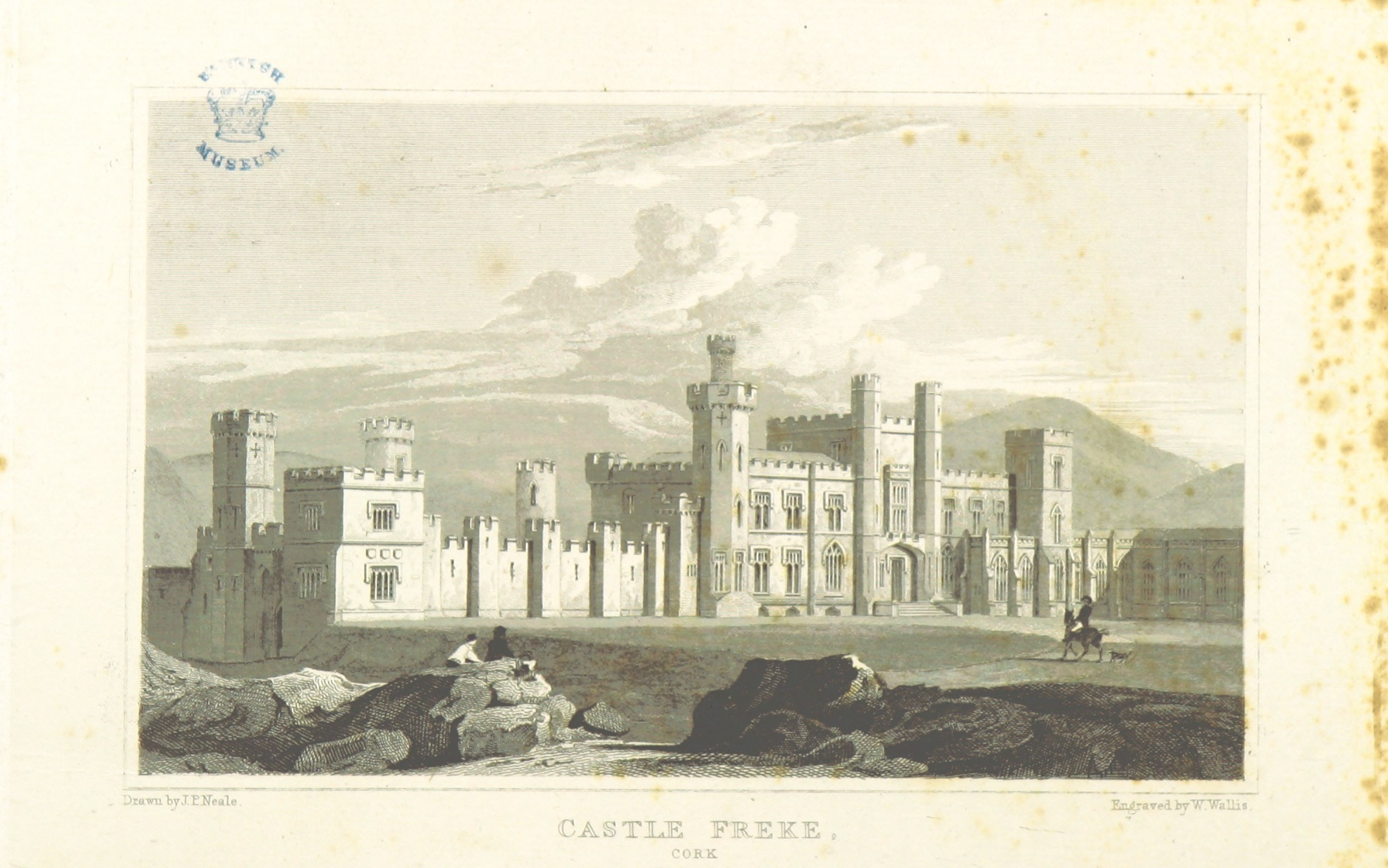
Замок Фрік, графство Корк. Малюнок 1818 р.

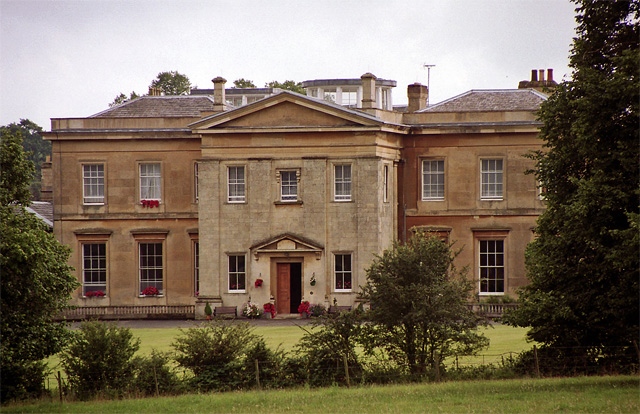
Лакстон-Холл — резиденція VII барона Карбері.

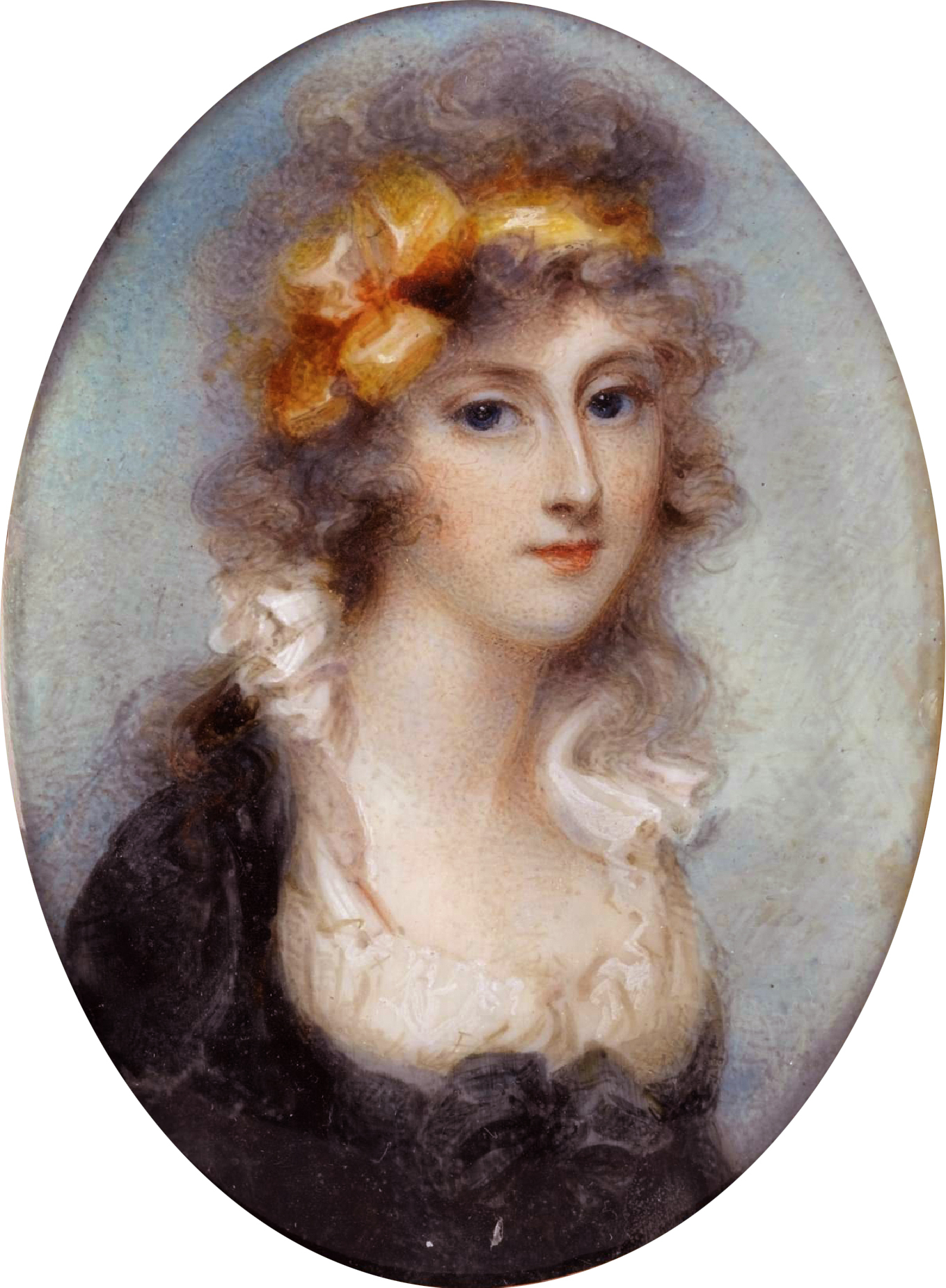
Сюзанна — леді Карбері.

Барони Карбері (англ. — Baron Carbery) — аристократичний титул в Ірландії, пери Ірландії.

## Історія баронів Карбері
У XVI столітті в Ірландії існувала династія і титул баронів Карбері 1541 року створення титулу з графства Кілдер, але цей рід і титул згас. Ці барони володіли замком і землями Карбері, але в інших землях з такою ж назвою.
Барони Карбері 1715 року створення титулу володіли землями і отримали назву свого титулу завдяки назві земель Карбері, що в графстві Корк (Ірландія). Титул був створений для Джорджа Еванса в 1715 році. Батьком його був його тезка Джордж Еванс. Він був прихильником короля Вільяма ІІІ та його дружини Мері, підтримав їх під час «Славної революції» та громадянської війни — так званої якобітської (вільямітської) війни, що йшла переважно на території Ірландії. У нагороду за підтримку нового короля і влади протестантів його хотіли нагородити титулом барон Карбері, але він відмовився.
Після дарування титулу барона лорд Карбері був депутатом парламенту Ірландії — представляв Вестбері в Палаті Громад. Титул успадкував його старший син, що став ІІ бароном Карбері. Він теж став депутатом парламенту Ірландії від Вестбері. Його онук успадкував титул і став IV бароном Карбері, в Парламенті Ірландії представляв Ратленд. Титул успадкував його дядько, що став V бароном Карбері. Після його смерті лінія роду перервалася. Титул успадкував його двоюрідний брат, що став VI бароном Карбері. Перед тим він успадкував титул баронета Фрік з замку Фрік. Лорд Карбері став депутатом парламенту Об'єднаного Королівства Великої Британії та Ірландії і представляв Ірландію в 1824—1845 роках. Його племінник став VIII бароном Карбері, представляв Ірландію в парламенті в 1891—1894 роках. На сьогодні титулом барона Карбері володіє його внук, що став ХІІ барон Карбері, він успадкував титул від свого батька в 2012 році.
Баронети Фрік з графства Корк отримали свій титул в 1768 році. Титулом був нагороджений Джон Еванс-Фрік, син дочки і спадкоємиці сера Ральфа Фріка — І баронета Вест Білні Норфолк. Після його смерті титул успадкував його син, що став ІІ баронетом Фрік. У 1807 році титул баротета Фрік успадкував його двоюрідний брат. З того часу обидва титули сумістилися. Нинішній баронет Фрік не зумів довести своє право володіти цим титулом і титул баронета Фрік на сьогодні вважається вакантним.

## Династії баронів Карбері

### Барони Карбері 1541 року створення титулу
Володіли землями і замком Карбері, що в графстві Кілдер
- Вільям де Бермінгем (пом. 1548) — І барон Кербері
- Едвард де Бермінгем (пом. 1550) — ІІ барон Кербері

### Барони Карбері 1715 року створення титулу
- Джордж Еванс (1680—1749) — І барон Карбері
- Джордж Еванс (пом. 1759) — ІІ барон Кербері
- Джордж Еванс (пом. 1783) — ІІІ барон Кербері
- Джордж Еванс (1766—1804) — IV барон Карбері
- Джон Еванс (1738—1807) — V барон Карбері
- Джон Еванс-Фрік (1765—1845) — VI барон Карбері
- Джордж Патрік Персі Еванс-Фрік (1810—1889) — VII барон Карбері
- Вільям Чарльз Еванс-Фрік (1812—1894) — VIII барон Карбері
- Елджернон Вільям Джордж Еванс-Фрік (1868—1898) — IX барон Карбері
- Джон Еванс-Фрік (1892—1970) — X барон Карбері
- Пітер Ралф Харрінгтон Еванс-Фрік (1920—2012) — XI барон Карбері
- Майкл Пітер Еванс-Фрік (1942 р. н.) — XII барон Карбері

Спадкоємцем титулу є син нинішнього власника титулу — Домінік Ральф Сесіл Еванс-Фрік (1969 р. н.). Наступним спадкоємцем є його син Бенедикт Робін Харрінгтон Еванс-Фрік (нар. 2004).

### Баронети Фрік 1768 року створення титулу
- Сер Джон Еванс-Фрік (пом. 1777) — І баронет Фрік
- Сер Джон Еванс-Фрік (1765—1845) — ІІ баронет Фрік